# 陸星宇
陸星宇（1995年8月29日—），藝名麓七。中國內地流行樂男歌手、詞曲作家、網絡主播，芹音樂團隊成員。2017年入駐騰訊音樂人後相繼推出《初雪告白》、《妄想的月光》、《夏日碼頭》等原創音樂作品。2019年10月，以音樂創作人身份參加浙江衛視選秀節目《2019中國好聲音》。

## 主要經歷
陸星宇出生於安徽。從小對音樂很有興趣。初期為鬥魚直播主，曾參加騰訊視頻的音樂節目《明日之子》。
2018年3月，成為騰訊全民K歌的音樂主播，並在4月25日發行原創劇情版單曲《君不見》。與同為全民K歌當紅主播的艾辰、璟年等人共同演唱。同年9月18日，首次受邀登台南京奧體中心改編演唱英雄聯盟主題曲《Challengers》。2018年12月，獲2018央視網《銀河之聲》年度盛典原創歌手金獎。
2019年1月，受邀出席央視節目《銀河之聲》擔任嘉賓。3月16日，在音乐榜校园热LIVE南京站舉辦演唱會。同年4月，出席“2019全民K歌年度音樂盛典”，奪得“年度人氣賽季軍”獎項。
同年6月29日，發行個人原創新單曲《我為6狂》。10月，以原創歌手的身份參加錄製浙江衛視節目《2019中国好声音》中秋演唱会。

## 音樂作品

### 專輯
| 專輯# | 專輯資料                                                                                              | 單曲            |
| ----- | --- | --------------- |
| 1st   | 《夏日碼頭》 - 發行時間：2019年5月27日 - 語言：國語 - 唱片公司：豚首娛樂有限公司 - 格式：数字专辑     | 《夏日碼頭》    |
| 2nd   | 《我為6狂》 - 發行時間：2019年9月16日 - 語言：國語 - 唱片公司：豚首娛樂有限公司 - 格式：数字专辑      | 《我為6狂》     |
| 3rd   | 《妄想的月光》 - 發行時間：2019年4月15日 - 語言：國語 - 唱片公司：豚首娛樂有限公司 - 格式：数字专辑   | 《妄想的月光》  |
| 4th   | 《青春魔fun盒》 - 發行時間：2019年12月18日 - 語言：國語 - 唱片公司：豚首娛樂有限公司 - 格式：数字专辑 | 《青春魔fun盒》 |
| 5th   | 《初雪告白》 - 發行時間：2018年12月25日 - 語言：國語 - 唱片公司：豚首娛樂有限公司 - 格式：数字专辑    | 《初雪告白》    |

### 單曲
| 發行時間 | 名稱                 | 語言 | 備註               |
| -------- | -------------------- | ---- | ------------------ |
| 2018年   | 《小奶狗的撩妹心得》 | 國語 | 首支個人單曲       |
| 2018年   | 《初雪告白》         | 國語 |                    |
| 2019年   | 《妄想的月光》       | 國語 | 《初等戀愛》主題曲 |
| 2019年   | 《夏日碼頭》         | 國語 |                    |
| 2019年   | 《我為6狂》          | 國語 | 個人創作單曲       |

## 榮譽及獎項
| 年份   | 榮譽/獎項                      | 類型             |
| ------ | ------------------------------ | ---------------- |
| 2017年 | 2017全民K歌年度音樂盛典        | 最佳形象獎       |
| 2017年 | 2018酷狗直播年度音乐盛典       | 最佳人氣獎       |
| 2018年 | 2019騰訊音樂音樂全金榜年度盛典 | 年度最佳人氣歌手 |
| 2019年 | 2019全民K歌年度音樂盛典        | 年度大獎季軍     |